# Collegio Teutonico di Santa Maria dell’Anima

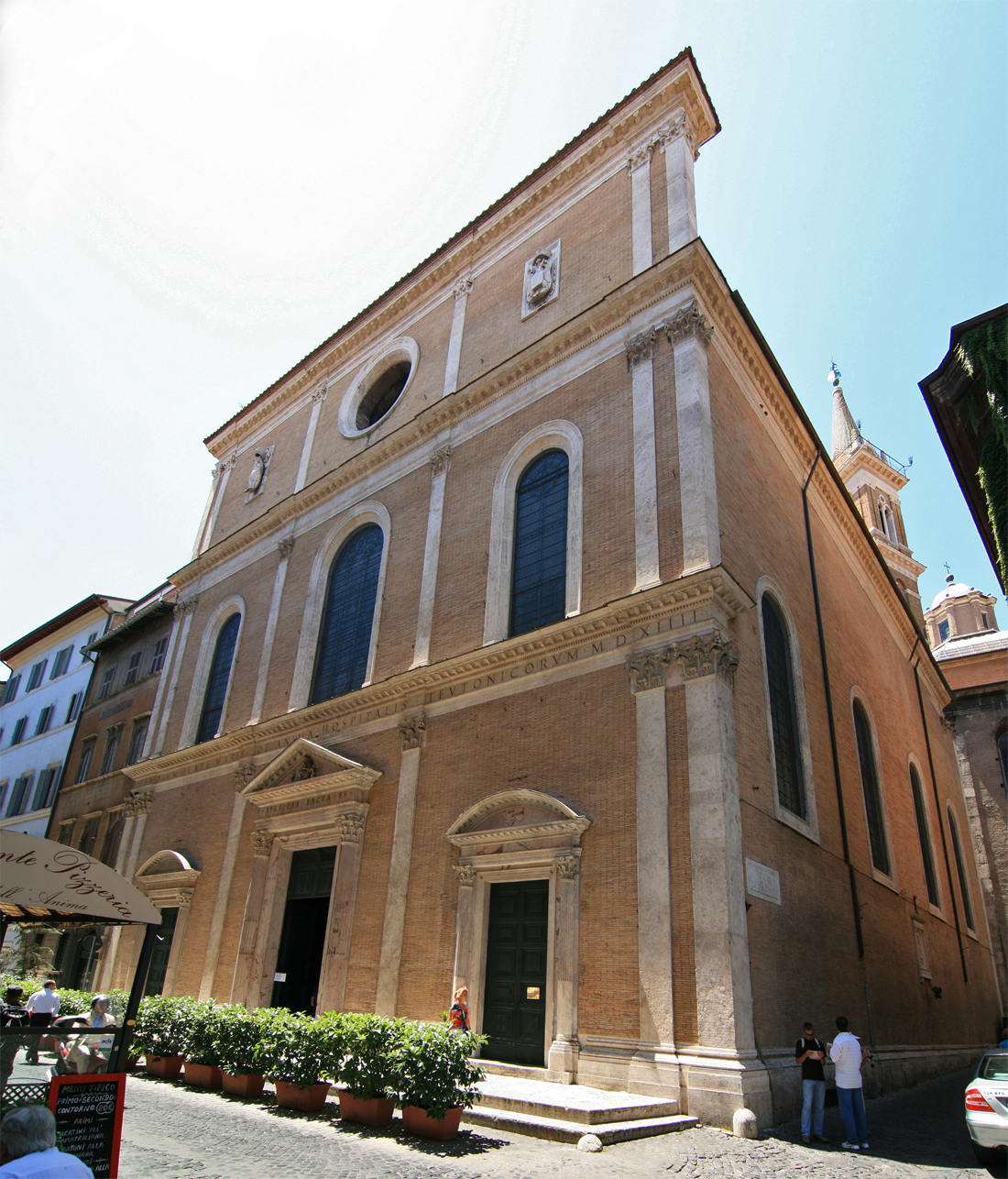
L'église Santa Maria dell'Anima, adjacente au collège teutonique

Le Collegio Teutonico di Santa Maria dell’Anima, souvent simplement appelé Anima, est un collège pontifical et un hospice pour les pèlerins à Rome.

## Histoire
Dans la bulle du pape Boniface IX Quanto frequentius du 9 novembre 1399, Johann Peters de Dordrecht et son épouse Katharina sont nommés comme les fondateurs d'un hospice pour les « pauvres gens de la nation allemande ». Le contemporain Dietrich von Nieheim (de) amasse une fortune grâce aux dons, fonde une confrérie en l'honneur de Marie qui est placée sous la protection du Saint-Siège le 20 juin 1406.
L'oratoire de l'hospice est élargi de 1431 à 1433 grâce aux dons jusqu'à être une église gothique puis est remplacé par un nouveau bâtiment construit de 1499 à 1542. Cette église prend le nom de Santa Maria dell'Anima.
Le bref apostolique du 15 mars 1859 donne au collège une nouvelle organisation. Le recteur est nommé par le pape, le collège de prêtres se compose de membres du clergé qui étudient à Rome, l'un d'eux est responsable de la pastorale de la communauté catholique de langue allemande à Rome. Les conférences épiscopales allemande et autrichienne sont solidairement responsables. Le collège propose des études spéciales et des doctorats principalement dans les domaines du droit canonique, de la théologie morale et de la spiritualité. Il est considéré comme idéal pour ceux qui veulent faire carrière dans la hiérarchie ecclésiastique de l'Église catholique.

## Recteurs
- Alois Flir (1805–1859), recteur de 1853 à 1859
- Michael Gaßner, recteur de 1860 à 1872
- Karl Jänig, recteur de 1872 à 1887
- Franz Maria Doppelbauer (1845–1908), évêque, recteur de 1887 à 1888
- Franz Xavier Nagl (1855–1913), archévêque, recteur de 1888 à 1902
- Josef Lohninger (1866–1926), protonotaire apostolique, recteur de 1902 à 1913
- Maximilian Brenner (1874–1937), protonotaire apostolique, recteur de 1913 à 1937
- Alois Hudal (1885–1963), évêque, recteur de 1937 à 1952
- Jakob Weinbacher (1901–1985), protonotaire apostolique, recteur de 1952 à 1961
- Alois Stöger (1904–1999), évêque, recteur de 1961 à 1967
- Franz Wasner (1905–1992), prélat, recteur de 1967 à 1981
- Johannes Nedbal (1933–2002), protonotaire apostolique, recteur de 1981 à 1998
- Richard Mathes (1940–2005), prélat, recteur de 1998 à 2004
- Johann Hörist (1961–2007), recteur de 2004 à 2007
- Gerhard Hörting (* 1972), recteur ad interim 2007-2008
- Franz Xaver Brandmayr (* 1956), 2008 - 2020.
- Michael Max (* 1970), recteur depuis septembre  2020[1].